# Copa Minas
A Copa Minas foi um torneio de futebol americano de Minas Gerais. A competição foi criada após o cancelamento da edição de 2017 do Campeonato Mineiro de Futebol Americano. O torneio contou com a participação de seis equipes.

## Classificação
V = Vitórias, D = Derrotas, E = Empates, PF = Pontos feitos, PS = Pontos sofridos, S = Saldo
Classificados para os playoffs estão marcados em verde
| Grupo A                  |   |   |   |     |     |      |
| Time                     | V | D | E | PF  | PS  | S    |
| Sada Cruzeiro            | 2 | 0 | 0 | 135 | 8   | 127  |
| Juiz de Fora Imperadores | 1 | 1 | 0 | 68  | 32  | 36   |
| Betim Bulldogs           | 0 | 2 | 0 | 6   | 169 | -163 |

| Grupo B          |   |   |   |    |    |     |
| Time             | V | D | E | PF | PS | S   |
| Paraíso Miners   | 2 | 0 | 0 | 74 | 13 | 61  |
| Araxá Red Wolves | 1 | 1 | 0 | 21 | 42 | -15 |
| Uberaba Zebus    | 0 | 2 | 0 | 19 | 59 | -40 |

## Jogos da temporada regular
| Time da casa             | Pontos             | Time visitante           | Pontos             | Local do jogo            |                    |                    |                    |
| 2 de abril de 2017       | 2 de abril de 2017 | 2 de abril de 2017       | 2 de abril de 2017 | 2 de abril de 2017       | 2 de abril de 2017 | 2 de abril de 2017 | 2 de abril de 2017 |
| ------------------------ | ------------------ | ------------------------ | ------------------ | ------------------------ | ------------------ | ------------------ | ------------------ |
| Sada Cruzeiro            | 26                 | Juiz de Fora Imperadores | 8                  | Belo Horizonte           |                    |                    |                    |
| 9 de abril de 2017       |                    |                          |                    |                          |                    |                    |                    |
| Araxá Red Wolves         | 0                  | Paraíso Miners           | 36                 | Araxá                    |                    |                    |                    |
| 22 de abril de 2017      |                    |                          |                    |                          |                    |                    |                    |
| Juiz de Fora Imperadores | 60                 | Betim Bulldogs           | 6                  | Juiz de Fora             |                    |                    |                    |
| 7 de maio de 2017        |                    |                          |                    |                          |                    |                    |                    |
| Paraíso Miners           | 38                 | Uberaba Zebus            | 13                 | São Sebastião do Paraíso |                    |                    |                    |
| 13 de maio de 2017       |                    |                          |                    |                          |                    |                    |                    |
| Betim Bulldogs           | 0                  | Sada Cruzeiro            | 109                | Belo Horizonte           |                    |                    |                    |
| 20 de maio de 2017       |                    |                          |                    |                          |                    |                    |                    |
| Uberaba Zebus            | 6                  | Araxá Red Wolves         | 21                 | Uberaba                  |                    |                    |                    |

## Playoffs
|  | Semifinais | Semifinais               | Semifinais               |   |  | Final         | Final | Final |
|  |            |                          |                          |   |  |               |       |       |
|  | 1          | Sada Cruzeiro            | 76                       |   |  |               |       |       |
|  | 4          | Araxá Red Wolves         | 6                        |   |  |               |       |       |
|  |            |                          |                          |   |  | Sada Cruzeiro | 57    |       |
|  |            |                          | Juiz de Fora Imperadores | 0 |  |               |       |       |
|  | 2          | Paraíso Miners           | 6                        |   |  |               |       |       |
|  | 3          | Juiz de Fora Imperadores | 87                       |   |  |               |       |       |

### Semifinais
| 3 de junho de 2017 | Sada Cruzeiro | 76 - 6 | Araxá Red Wolves | Sesc Venda Nova |
|                    |               |        |                  |                 |

| 4 de junho de 2017 | Paraíso Miners | 6 – 87 | Juiz de Fora Imperadores | São Sebastão do Paraíso |
|                    |                |        |                          |                         |

### Final
| 24 de junho de 2017 | Sada Cruzeiro | 21 – 17 | Juiz de Fora Imperadores | Sesc Venda Nova |
|                     |               |         |                          |                 |